# Numai una!
Numai una! este o poezie scrisă de George Coșbuc. A apărut prima dată în anul 1889.